# Silene retinervis
Silene retinervis är en nejlikväxtart som beskrevs av Ghazanfar. Silene retinervis ingår i släktet glimmar, och familjen nejlikväxter. Inga underarter finns listade i Catalogue of Life.